# ジャン・トッド
ジャン・トッド（Jean Todt 、1946年2月25日 - ）は、フランスのカンタル県ピエールフォール出身の自動車技術者、ナビゲーター。国際自動車連盟（FIA）の9代目会長。
プジョーの世界ラリー選手権 (WRC) およびスポーツカー世界選手権 (SWC) チームや、スクーデリア・フェラーリのF1チームで監督を務め、いずれも世界チャンピオンを獲得した。

## 経歴

### ナビゲーターからプジョー監督へ

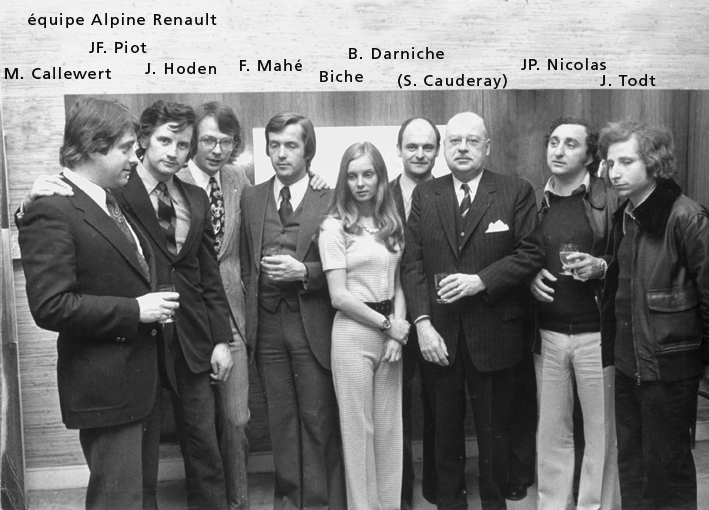
1973年、アルピーヌ・ルノー時代のトッド（右端の人物）

ポーランド系ユダヤ人の家庭に生まれた。父親のミニクーパーSを駆って友人と乗り回したのがモータースポーツキャリアの始まりである。
それから、数々のラリーレースで様々な役どころを演じるようになり、自分の力が向いている方向を見定めて後はドライバーの補佐をするコ・ドライバーに専念し、1972年には日産ワークスチームのコ・ドライバーとしてモンテカルロ・ラリーに出場し、ラウノ・アルトーネンとのコンビで240Zを総合3位に導いている。また、翌1973年はチーム・トヨタ・アンダーソンでオベ・アンダーソンと組んだ。
その後、1981年までプジョーのラリーチームに身を置き、WRCへの参戦を続けた。現シトロエン・レーシング監督のギ・フレクランと組んだ1981年シーズンには、シリーズ2位を獲得している。
コ・ドライバーを引退した後も、チームは運営部門のスタッフとしてトッドがチームにとどまることを望んだため、レース部門のマネージャーに就任し（プジョー・タルボ・スポールの誕生）、1982年からWRCの車体デザイン部門の組織構築を委ねられた。出足は鈍かったが、1984年に投入されたプジョー205T16が1985年になって初のタイトルを獲得すると、翌年も連覇を達成し、トッドによって組織されたデザイン部門から生まれた車体は選手権の支配に成功した。
プジョーはパリ・ダカール・ラリー（4連覇）、ヒルクライムを経てスポーツカー世界選手権へ進出。トッドは監督としてチームを率いて1992年、1993年のル・マン24時間レースを連覇するなどし、ナポレオン、優勝請負人と称されていた。この頃からトッドはF1での仕事を望んでおり、プジョー・905の開発をしていたエンリケ・スカラブローニに対して密かにプジョーF1マシンの先行開発プロジェクトを託していた。しかしグループPSAの幹部がこのF1計画に必要なリソースをトッドに与えない決断をしたため、トッドはプジョーから離れることを考え始める。PSAのこの決定を知るとスカラブローニはプジョーを離れ、1993年に生沢徹が構想を発表した「Team Ikuzawa」F1プロジェクトへと移籍して行った。

### フェラーリへ転籍
フェラーリの社長であるルカ・ディ・モンテゼーモロは、1991年からタイトル争いにも加われず、おまけに1勝もできずに低迷していたスクーデリア・フェラーリの復活のため、チームマネージメントからの改革を必要と考えた。
モンテゼモーロは他カテゴリーではあるが、実績を残しているトッドの仕事ぶりを高く評価し、チームマネージャー（監督）へ招聘した。トッドもF1で働きたい意欲があったのでオファーを受けたが、長期的な計画でチームの復活を図る必要を訴え、当時としては異例の5年契約で加入した。
1993年フランスGPから現場に合流したトッドは、チームリソースの現状を分析しながら、内部改革や必要な人材確保を徐々に実行し始める。1994年ドイツGPでゲルハルト・ベルガーが、1995年カナダGPでジャン・アレジがそれぞれ優勝したが、その一方でチーム復活に向け、当時唯一の現役ワールドチャンピオンであったベネトンのミハエル・シューマッハと交渉を始め、ドライバーラインナップの一新を図っていた。
そして1996年からシューマッハと、No.2ドライバーとしてジョーダンからエディ・アーバインを加入させた。また技術陣もそれまでのジョン・バーナードやグスタフ・ブルナーの代わりに、ベネトンのテクニカルディレクターであるロス・ブラウンと、チーフデザイナーのロリー・バーンらを引き抜いた。この体制は2000年には、トッド、シューマッハ、ブラウン、バーン、パオロ・マルティネッリらのいずれかがチームから離脱した場合、即座に他の人物も契約を解除できるようになっている、と報道されるほどの結束となっていった。

### 常勝チーム復活へ

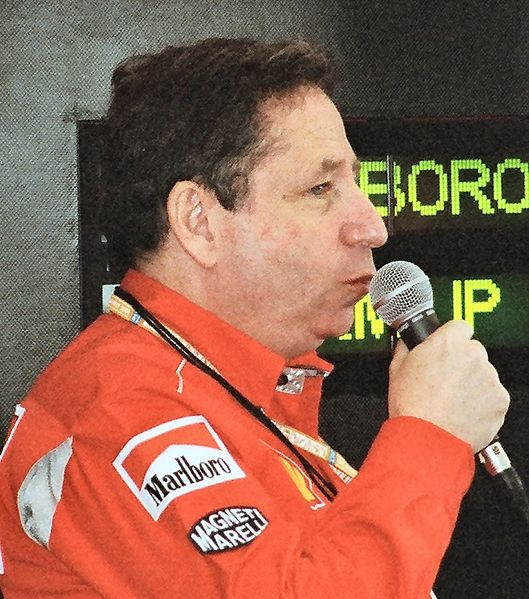
2001年スペインGP

この強力なメンバーによりチームは劇的に強化され、スクーデリア・フェラーリは1997年から毎シーズンタイトル争いに絡むようになり、1999年から2004年までコンストラクターズタイトルを6連覇、シューマッハも2000年から2004年までドライバーズタイトルを5連覇し、ドライバーズとコンストラクターズのダブルタイトルを5年間保持し続けた。
チーム内ではシューマッハの絶対ナンバー1体制を敷き、勝利のためには時に非情な采配を採った。2002年オーストリアGPではルーベンス・バリチェロに勝利を譲らせるチームオーダーを命じた。
レースでの活躍以外でも、トッドは辣腕ぶりを発揮していた。セールスマンとしてフェラーリ・ロードカーの売り上げにも貢献し、各種イベントやパーティーで顧客に直接契約を持ちかける姿が見られた。特に受注が芳しくなかった612スカリエッティを拡販した。トッドはモンテゼーモロとともにスクーデリア・フェラーリの復活の立役者であり、チームの成績だけでなくフェラーリ本社の業績も上がり、エンツォ・フェラーリ死後において初めて黄金時代を享受することとなった。
モンテゼーモロが2004年にフェラーリを傘下に治めているフィアットの会長に就任し、フェラーリ本社の会長も兼務していたが、モンテゼーモロの兼務による負担削減とトッドの既述の実績も評価され、2006年にフェラーリ本社のCEOに就任した。それ以前はFIA会長マックス・モズレーの引退に関連し、トッドがFIAの役員選挙に立候補するのではないかと噂されていたことがあり、当のモズレー自身「トッドなら会長としても申し分ないだろう」という趣旨のコメントを発していた。
一方でこの頃から、モンテゼーモロの承認を得ずに契約をすることが多々あり、両者の不仲説が囁かれていた。その一例として、2007年10月16日にフェリペ・マッサの2008年末までの契約を、2010年末まで2年間延長することを発表したことがあげられる。この背景にマッサのマネージャーがトッドの息子であるニコラス・トッドであるため、トッド自身をチームに残留させるか、マッサを契約延長させるか交換条件を提示した。さらにモンテゼーモロがフェルナンド・アロンソとの契約を構想していたが、「トッドはアロンソとは不仲であるから、上記の事由に加えて契約させないための方法であった」と報道された。
2008年3月18日に、フェラーリ本社のCEOとスクーデリア・フェラーリ代表を退いた。その後はFIA・WMSC（世界モータースポーツ評議会）におけるフェラーリの代表を務め、GTカーレース、スポーツ・マネージメントを担っていたが、2009年3月にフェラーリにおける全ての役職を退いた。

### FIA会長就任
2009年7月、マックス・モズレーの引退表明に伴い、モズレーの支持を受けてFIA会長選挙に立候補。対立候補のアリ・バタネンを大差で破り、10月23日にFIA会長に選出された。
会長選出の経緯から、モズレーの院政を警戒する向きもあったが、FOTA（F1チーム連合）との関係ではモズレーのような強硬路線はとらず、対話路線の舵取りを続けている。一方で、2011年のバーレーンGP開催問題では迅速な対応をとらず、リーダーシップ不足と批判された。
2013年12月のFIA会長選挙では有力な対抗馬が現れず、立候補がトッドのみとなったため再選された。2017年のFIA会長選挙でも他に立候補者がなく三選されたが、FIAの規定で会長を連続して務めるのは3期までとされているため、2021年12月に退任、後任はモハメド・ビン・スライエムが務める。退任後はFIAの名誉会長となる。

## 人物
- フランス政府からレジオンドヌール勲章を受勲している。
  - 2001年2月に第3等コマンドール章
  - 2007年1月に第2等グランドフィシエ章
  - 2011年7月に第1等グラン・クロワ章

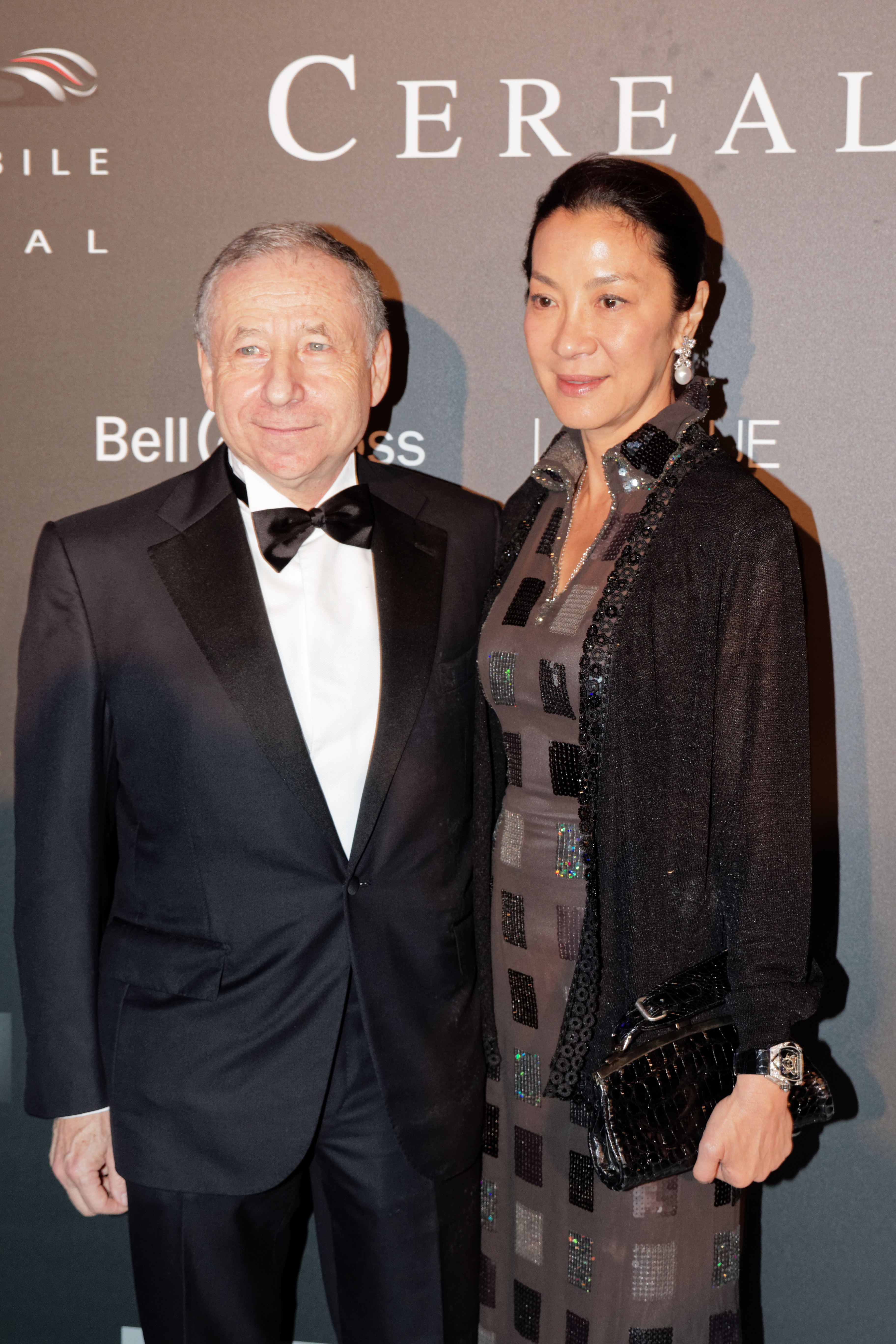
トッドとミシェル・ヨー（2015年）

- 2004年9月28日に、元ボンドガールのミシェル・ヨーとの婚約を発表。19年後の2023年7月に正式な婚姻を結んだ[10]。
- 息子のニコラス・トッドはGP2チームのARTグランプリの共同設立者であり、フェリペ・マッサやジュール・ビアンキ、シャルル・ルクレールといったフェラーリ関連ドライバーのマネージメントも担当している。
- 1986年にはラリーのグループB廃止を宣言したFISAに対して訴訟を起こした。
- 今宮純は、トッドが暗算をとても得意にしていたこと、飛行機でたまたま通路を挟んで席が隣になった際、終始書類を読み睡眠をとらずアルコールも摂らなかった仕事熱心ぶりに感心したと語っている。
- フェラーリでチーム監督をしていたときは絶えず片手にストップウォッチを持っていた。
- 乗用車としてフェラーリ・エンツォフェラーリを含め、フェラーリの現行車種は全車種所有しており、またランボルギーニ・ミウラSVも所有している。
- パリ同時多発テロ事件について聞かれた際、「パリ(のテロ事件)で亡くなった人数よりも、交通事故で亡くなる人数がさらに多いことはご存じか」と発言し問題となり後に撤回している[11]。